# Tierra Muerta
Tierra Muerta es un paraje de la provincia de Cuenca, comunidad de Castilla-La Mancha, España.

## Descripción geográfica
El topónimo ya da idea del paraje, que es de una extremada aridez, pero no un desierto. Toda su superficie actúa como un inmenso colector del agua de la precipitación, que casi en su totalidad se infiltra hacia los acuíferos para aflorar al exterior de la zona. De ahí la sequedad y ausencia casi total de manantiales, lo que probablemente motivó el topónimo de "Tierra Muerta".
En la Tierra Muerta se combinan roquedales calcáreos con amplias plataformas o parameras, dominio de roca salpicado por sabina albar(Juniperus thurifera).
La ausencia de agua es casi total, sobre todo en verano. No obstante, dentro de este paraje nace el río Huécar, de corto recorrido, pero que crea un paraje espectacular en la ciudad de Cuenca. En 2010 se ha mantenido con agua durante todo el verano, algo que no sucedía desde hacía más de un lustro.
El sustrato geológico pertenece al Jurásico, de naturaleza calcárea – dolomítica, alberga formaciones kársticas.

Los vegetales que más abundan son los sabinares albares, los pinares de Pinus nigra y las masas mixtas de ambas especies.
En los enclaves ácidos Pinares de Pinus pinaster sobre brezales y vegetación silicícola. En lapiaces y litosuelos destaca la presencia de Armeria trachyphyla, endemismo de la Serranía.
Todo este conjunto permite una fauna abundante. Tampoco faltan insectos.
Árboles singulares: Pino candelabro, pino abuelo, pino del tio Rojo, sabina de la Majada del Churro, sabina retratá, el sabinorro.

## Poblamiento
Ya en su límite se encuentra el pueblo de La Cierva. Y ya fuera de esta área está Buenache de la Sierra.

## Espacio protegido
Dentro de su área se localiza el yacimiento paleontológico de “Las Hoyas” de enorme importancia científica por la obtención de alguno de los fósiles clave para explicar la evolución de dinosaurios a aves, como Iberomesornis romeralis y Concornis lacustris. Las rocas demuestran que Iberomesornis vivió en los márgenes de un gran lago poco profundo donde abundaban los cocodrilos, tortugas y una gran variedad de peces.
A pesar de esa desolación, es un lugar protegido por Decreto 2/2001, de 16 de enero, por el que se declara el Monumento Natural de Palancares y Tierra Muerta.